# Татјана Симић
Проф. др Татјана Симић (Шабац, 23. фебруар 1964) доктор је медицинских наука, редовни професор Медицинског факултета Универзитета у Београду и дописни члан Српске академије наука и уметности.

## Живот и каријера
Рођена је 23. фебруара 1964. године у Шапцу, у породици др Петра Драгичевића и Станиславе, професорке историје. Основну школу и гимназију је завршила у Београду. Дипломирала је на Медицинском факултету у Београду 1988. године са просечном оценом 9,75. Магистарску тезу под називом „Утицај бубрежне функције на активност кључних ензима метаболизма глутатиона”, чији је ментор била проф. др Јасмина Мимић-Ока, одбранила је 1994. године  на Медицинском факултету у Београду. На истом факултету одбранила је и докторску дисертацију под називом „Метаболизам глутатиона у карциному бубрежног паренхима”, чији је ментор била проф. др Јасмина Мимић Ока, одбранила је 1998. године. Специјалистички испит из Клиничке биохемије је положила са одличном оценом 2001. године.
Од 1989. године је запослена на Институту за медицинску и клиничку биохемију Медицинског факултета Универзитета у Београду (MФУБ). У звање асистента приправника за ужу научну област Биохемија је изабрана 1989. године, у звање доцента 1998. године, ванредног професора 2003. године, а у звање редовног професора 2009. године. Проф. др Татјана Симић је ангажована је у извођењу наставе на програмима Интегрисаних академских студија медицине на српском и енглеском језику, Докторских академских студија (ДАС) Медицинских наука, специјализације и субспецијализације из Клиничке биохемије, Основних академских студија Сестринство, Струковних специјалистичких студија, као и програмима Континуиране медицинске едукације на МФУБ. У оквиру Катедре је обављала дужности шефа Катедре за специјалистичку наставу из Клиничке биохемије и шефа Катедре за основну наставу из Медицинске биохемије. На МФУБ је била укључена у организацију научног рада, најпре као председник Комисије за научноистраживачки рад студената МФУБ, а затим и као продекан за научни рад МФУБ у периоду од 2009–2018. године.
За дописног члана Српске академије наука и уметности изабрана је 8. новембра 2018. године.
Удата је за проф. др Драгана Симића, кардиолога и мајка Николе, Петра и Стефана.

## Професионални и научни рад
Као продекан за научни рад била је веома ангажована на унапређењу едукације у области докторских академских студија и интернационализацији МФУБ. Докторски програм на Медицинском факултету у Београду је кроз низ процедура и посета међународних евалуатора добио ознаку ORPHEUS–а (ORganisation of PhD Education in Biomedicine and Health Sciences in the EUropean System), чиме је суштински потврђено да испуњава међународне стандарде ове организације. Након међународне евалуације програма ДАС на МФУБ, покренула је нови обавезни предмет на докторским студијама „Истраживачка етика”. Оснивач је новог модула докторских студија „Биологија тумора и оксидативна обољења”. Дала је значајан допринос међународној афирмацији Медицинског факултета у Београду, посебно организацији великог међународног састанка из области докторске едукације који је 2015. године одржан у Београду (ORPHEUS 2015). Развоју истраживачке инфраструктуре на МФУБ је допринела и као оснивач Лабораторије за функционалну геномику и протеомику на Институту за медицинску и клиничку биохемију МФУБ, која је отворена у јуну 2014. године. Ова лабораторија је омогућила да се значајно унапреди образовање студената на МФУБ, али и уведу методе за одређивање најновијих биомаркера ризика, дијагнозе и прогнозе различитих обољења.
У више наврата се усавршавала у иностранству. Најзначајнији боравци су 2002. године када је као стипендиста немачке владе (Deutsche Akademische Austauschdienst, DAAD, и Sonderforschungsbereiche, SFB) била ангажована као научни сарадник на Медицинском факултету Универзитета Хајнрих Хајне у Диселдорфу (Немачка) и 2003. године када је као стипендиста аустријске владе (Österreichische Austauschdienst, ÖAD) била ангажована на Институту за рак Универзитета у Бечу. Са истраживачима из обе установе је засновала плодну сарадњу која је резултирала публикованим радовима и студијским боравцима млађих сарадника. Од 2013. године активно сарађује са професором Франческом Галијем са Универзитета у Перуђи који је постао Visiting professor MФУБ. Ова сарадња је била темељ првог ERASMUS+ пројекта који је реализован 2017. године између Универзитета у Перуђи и Медицинског факултета Универзитета у Београду, у оквиру које је дошло до размене истраживача и наставника.
Од почетка своје истраживачке каријере, др Татјана Симић је учествовала на пројектима Министарства просвете, науке и технолошког развоја Републике Србије. Била је руководилац на два домаћа пројекта Министарства за науку и технолошки развој Републике Србије (2006–2010: пројекат бр. 145009ДЈ и од 2011: пројекат бр. 175052, назив: „Значај полиморфизма глутатион трансфераза у подложности за настанак обољења”). Учествовала је као субконтрактор на FP7 пројекту UROMOL (2009–2012) и била члан Управљачког комитета међународног COST пројекта „Cancer and control of genomic integrity - Cangenin” (BM0703) (2008–2012). Од 2018. године је ангажована на COST пројекту „CliniMARK: ‘good biomarker practice’ to increase the number of clinically validated biomarkers“ (CA16113).

## Награде и признања
У току каријере је више пута награђивана за постигнуте резултате, а најзначајнија награда коју је добила је Награда Српског лекарског друштва за научно-истраживачки рад 2016. године.
Плакета за научни допринос за школску 2021/2022. годину.

## Чланство у организацијама
Била је укључена у рад више научних комитета и конференција, од којих су најважније њене активности на организацији програма конгреса Српског друштва за слободно-радикалску и митохондријалну физиологију и симпозијума Српског удружења за протеомику. Члан је уређивачких одбора часописа Journal of Medical Biochemistry, Српски архив за целокупно лекарство и часописа Медицински подмладак.
Члан је Српског друштва за слободно радикалску и митохондријалну физиологију, чији је потпредседник од оснивања (2009), члан Society for Free Radical Research (SFRR), Српског удружења за протеомику (SePa), које је део међународне организације Human Proteome Organization (HuPO), а чији је такође потпредседник од оснивања, Српског друштва за истраживање рака (СДИР) и члан Српског лекарског друштва (СЛД). Учесник је више Континуираних медицинских едукација СЛД, а у октобру 2014. године организатор стручног састанка у оквиру Секције за Клиничку биохемију „Глутатион трансферазе као биомаркери обољења бубрега”. У новембру 2017. године била је предавач на курсу „Молекуларна дијагностика у лабораторијској медицини” у оквиру Секције за лабораторијску медицину Друштва лекара Војводине.
На Универзитету у Београду др Симић је председник Већа научних области медицинских наука. У телима Министарства просвете, науке и технолошког развоја која се баве науком је била члан Матичног научног одбора (МНО) за медицинске науке и члан Комисије за стицање научних звања. Професионалне активности др Симић укључују и чланство у Републичкој стручној комисији за онкологију, а раније је била члан Републичке стручне комисије за медицинску биохемију Министарства здравља Републике Србије.